# Barstow (California)
Barstow è una città degli Stati Uniti che si trova nella contea californiana di San Bernardino, dal cui omonimo capoluogo dista 110 km.
La popolazione era di 22 639 abitanti al censimento del 2010.
Barstow è un importante snodo di trasporti per l'Inland Empire. Diverse autostrade principali tra cui Interstate 15, Interstate 40 e California State Route 58 convergono in città. È il sito di un grande cantiere ferroviario, appartenente alla BNSF Railway. La Union Pacific Railroad attraversa anche la città utilizzando i diritti di tracciamento sulla linea principale della BNSF verso Daggett 16 km ad est, da dove si dirige a Salt Lake City e la BNSF si dirige a Chicago. Barstow si trova a circa 24 km da Yermo, 48 km da Victorville, 100 km da Baker, California e 183 km da Primm, Nevada. Barstow funge da punto intermedio per i conducenti che viaggiano tra Los Angeles, California (190 km a sud-ovest) e Las Vegas, Nevada (240 km a nord-est).
Barstow è sede della Marine Corps Logistics Base Barstow ed è la città più vicina al Fort Irwin National Training Center.

## Geografia fisica
Secondo lo United States Census Bureau, ha un'area totale di 41,39 mi² (107,20 km²).

## Storia
L'insediamento di Barstow nacque alla fine degli anni 1830 nel Corridoio Mormone. Ogni autunno e inverno, quando il clima si raffreddava, la pioggia permetteva la crescita dell'erba e di conseguenza reintegrava le fonti d'acqua nel deserto del Mojave. Persone, merci e mandrie di animali si trasferivano dal Nuovo Messico e successivamente dallo Utah a Los Angeles, lungo l'Old Spanish Trail da Santa Fe, o dopo il 1848, sulla Mormon Road da Salt Lake City. I treni merci tornarono a Salt Lake City e ad altri punti all'interno. Questi viaggiatori seguirono il corso del fiume Mojave, annaffiando e accampandosi a Fish Ponds sulla sua sponda sud (a ovest di Nebo Center) o 3.625 miglia su un fiume sulla sponda nord, in un boschetto lungo il fiume di salici e pioppi, addobbati con uva selvatica, chiamato Grapevines (in seguito il sito di North Barstow). Nel 1859, la Mojave Road seguì un percorso stabilito da Los Angeles al Fort Mojave attraverso Grapevines che collegava verso est con la Beale Wagon Road attraverso la parte settentrionale del Territorio del Nuovo Messico a Santa Fe.
Seguirono problemi con gli indiani, con le tribù Paiute, Mohave e Chemehuevi, e, dal 1860, Camp Cady, una base militare dello U.S. Army a 32 km a est di Barstow, fu occupato sporadicamente fino al 1864, quindi permanentemente, dai soldati che occupavano altre basi militari sulla Mojave Road o pattugliamento nella regione fino al 1871. Furono creati dei trading post presso Grapevines e Fish Ponds che aiutavano i viaggiatori nel loro tragitto e sempre più minatori che arrivavano nel deserto del Mojave dopo la fine delle ostilità con i nativi.
Le radici di Barstow risiedono anche nella ricca storia mineraria del deserto del Mojave in seguito alla scoperta dell'oro e dell'argento nella valle di Owens e nelle montagne ad est negli anni 1860 e 1870. A causa dell'afflusso di minatori che arrivavano a Calico e Daggett, furono costruite ferrovie per trasportare merci e persone. La Southern Pacific costruì una linea da Mojave, California, attraverso Barstow a Needles nel 1883. Nel 1884, la proprietà della linea da Needles a Mojave fu trasferita alla Santa Fe Railroad. La pavimentazione delle principali autostrade attraverso Barstow ha portato a un ulteriore sviluppo della città. Gran parte della sua economia dipende dai trasporti. Prima dell'avvento del sistema autostradale interstatale, Barstow rappresentava una tappa importante su entrambe le Route 66 e 91. Le due strade si incontravano nel centro di Barstow e proseguivano verso ovest a Los Angeles.
Barstow prende il nome da William Barstow Strong, ex presidente della Atchison, Topeka and Santa Fe Railway. Alcuni dei primi nomi di Barstow erano Camp Sugarloaf, Grapevine e Waterman Junction.

## Società

### Evoluzione demografica
Secondo il censimento del 2010, la popolazione era di 22.639 abitanti.

### Etnie e minoranze straniere
Secondo il censimento del 2010, la composizione etnica della città era formata dal 52,3% di bianchi, il 14,6% di afroamericani, il 2,1% di nativi americani, il 3,2% di asiatici, l'1,2% di oceanici, il 18,7% di altre etnie, e il 7,8% di due o più etnie. Ispanici o latinos di qualunque etnia erano il 42,8% della popolazione.